# ところざわサクラタウン

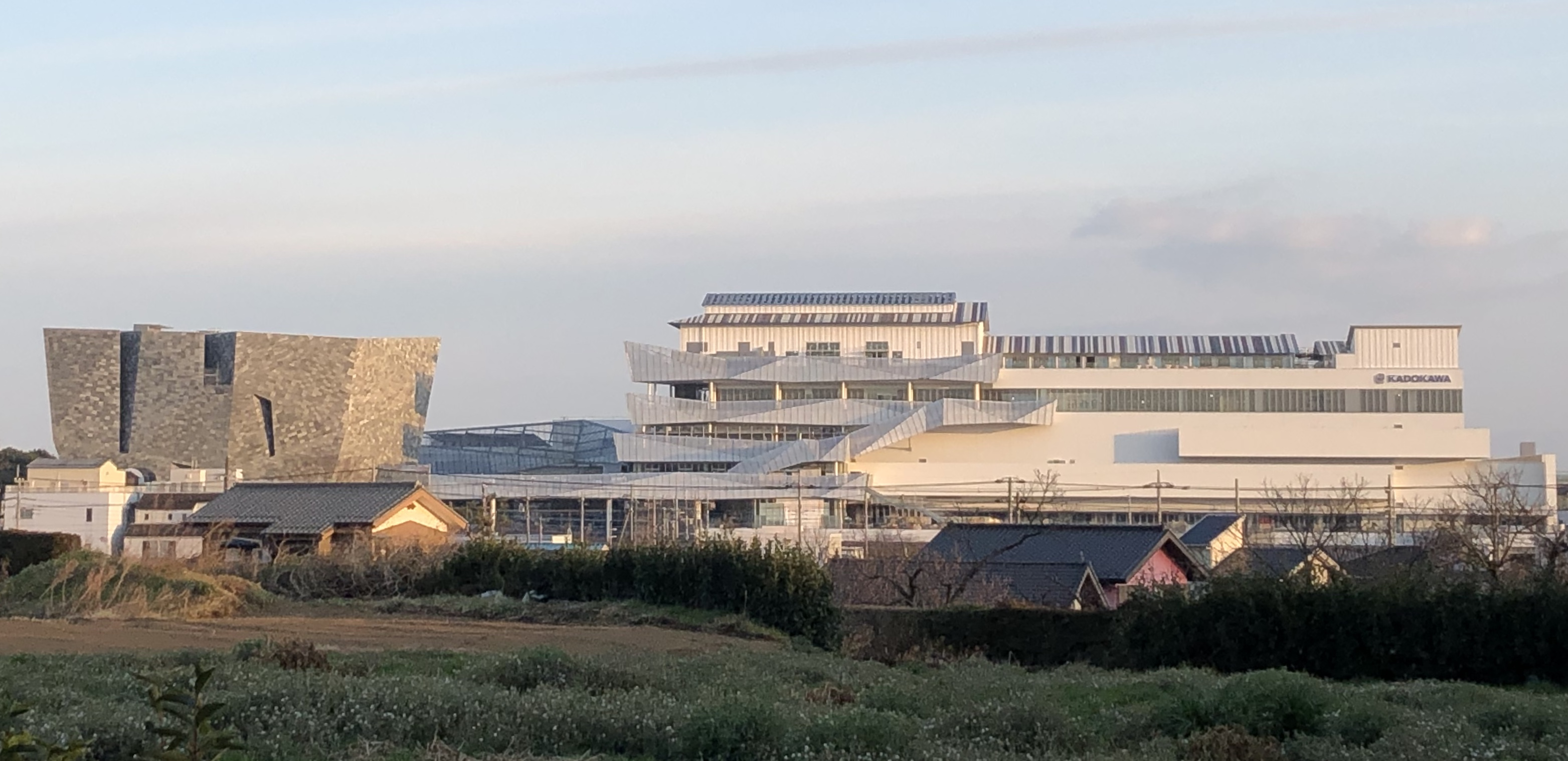
ところざわサクラタウン全景（2020年3月3日）

ところざわサクラタウンは、埼玉県所沢市東所沢和田にあるKADOKAWAおよび角川文化振興財団が所有・運営する複合施設。
所沢市との共同プロジェクト「COOL JAPAN FOREST構想」の中核施設であり、国内最大級のポップカルチャーの発信拠点となる。当初は、2020年6月6日にプレオープン、同年7月17日にグランドオープンとなる予定であったが、新型コロナウイルス感染症（COVID-19）の世界的流行を受け、開業を延期し、同年8月1日にプレオープンした。その後、各施設が順次オープンし、同年11月6日にグランドオープンを迎えた。
本項では、「COOL JAPAN FOREST構想」の関連事業についても解説する。

## 概略
「COOL JAPAN FOREST構想」として所沢市とKADOKAWAが共同で行う事業で、クールジャパンの総本山の構築を目指している。
「ところざわサクラタウン」は、旧所沢浄化センター跡地に建設された。緑豊かな地から最先端の文化と産業を生み出し、世界に向けて発信する「COOL JAPAN FOREST構想」の拠点施設として、書籍製造・物流工場、オフィス、イベントホール、ホテル、ブックストア、ショップ、レストラン、神社、複合文化ミュージアムといった様々な施設から構成されている。
2015年に、準備会社として「株式会社ところざわサクラタウン」が設立された。株式会社ところざわサクラタウン、KADOKAWA、所沢市の三者はアニメツーリズム協会の正会員であり、ところざわサクラタウンは「訪れてみたい日本のアニメ聖地88」の1番札所に選定されている（0番札所は成田空港、88番札所は東京都庁）。
施工は鹿島建設が担当。建設期間は2018年2月から2020年4月までの約2年間で、その後、2020年8月1日にプレオープン、2020年11月6日にグランドオープン。2024年には、日本建設業連合会が主催する第65回BCS賞を受章した。

### ロゴマーク
いずれも10inc.の柿木原政広がロゴデザインを担当した。
ところざわサクラタウン
地域と施設のシンボルとなるサクラの木をモチーフとしている。丸と四角で「ところざわサクラタウン」の頭文字「T」をモチーフにロゴ化した。6つの丸は「ところざわサクラタウン」の6つのジャンル「イベント」「製造・物流」「文化」「ストア」「食」「宿泊」も意味する。また、ロゴマークのカタチを組み合わせることでパターン表現ができ、街並みや季節感まで展開できる仕組みになっている。パターンのつながりは、地域とのつながりや人とのつながりをも表現している。
角川武蔵野ミュージアム
このロゴマークは、図書・美術も博物を三角形で表現し、次の時代へ進む「矢印」も意味している。また、この三角形の角から外角の枠へ線を繋げると、多面体になる。物事の見方や捉え方が多面的になって行く時代の流れとともにともに歩んでいけるという意味も込められている。

## COOL JAPAN FOREST構想
「COOL JAPAN FOREST構想」（以下、CJF構想）は、所沢市とKADOKAWAが、共同プロジェクトとして取り組んでいる、文化と自然が融合した、訪れた人や住んでいる人など、誰もが魅力を感じる街作りを進める構想である。
KADOKAWAが計画している「ところざわサクラタウン」を中心に、所沢市が改修および建設をしている「東所沢公園」や「所沢市観光情報・物産館」、東川の桜などが一体となり、所沢の魅力が同居する「みどり・文化・産業が調和したまち」を目指す。 

### 事業
- 東所沢公園 整備・管理・運営事業（Park-PFI）
- 所沢市観光情報・物産館整備事業
- 東川桜舞う遊歩道事業
- みんなで創る次世代商店街事業

### 構想ロゴマークコンセプト
「晴れた日には富士山を望み、春には東川沿いに咲く満開の桜を愛で、東所沢公園をはじめとした豊かなみどり（FOREST）に囲まれた空間。みどり、文化、産業が寄り添い、みんなが集い、楽しみ、にぎわう。そして。ほっと一息、憩いの場（FOR REST）でありたい」という想いから、たなびく雲や市松模様の「和」を使ったロゴが制作された。 

### ところざわ文化創造会議
所沢市とKADOKAWAが共同で開催されている。主に、ところざわサクラタウンの進捗状況の報告やゲストによる様々なテーマのディスカッションやトークショーなどが催されている。2020年現在、計5回ほど開催されている。

#### 第1回
- 日時：2016年2月17日
- 場所：所沢市民文化センターミューズ中ホール
- 説明・紹介：角川歴彦、藤本正人、荒俣宏
- 来賓挨拶：佐々木基、山本マーク豪
- 司会：宍戸健司
  - CJF構想について、角川、藤本、荒俣による説明や紹介を兼ねたトークセッションが行われた。

#### 第2回「外国人からみた“所沢の魅力”」
- 日時：2016年10月22日
- 場所：くすのきホール（西武第一ビル）
- ゲスト：白石稔、他
- 挨拶：藤本正人、角川歴彦、後藤高志
- 司会：仁科美咲（フリーアナウンサー）
  - 海外で人気のブロガー3名が所沢を歩いて感じた魅力を紹介したり、所沢のブランド力を高めるのに何が必要なのかについてパネルディスカッションが行われた。

#### 第3回「アニメなどのコンテンツを活用した地域づくり」
- 日時：2018年2月13日
- 場所：所沢市民文化センターミューズ中ホール
- ゲスト：北野大、喜屋武ちあき、生田善子、他
- 挨拶：藤本正人、角川歴彦
- 司会：仁科美咲
  - 秋草学園短期大学学長の北野大、所沢出身タレントの喜屋武ちあき、声優で『暗転エピローグ』の原作者である生田善子、久喜市商工会鷲宮支所の松本真治、所沢市教育委員会委員の中川奈緒美、一般社団法人アニメツーリズム協会の寺谷圭生によるトークセッションが行われた。また、オープニングでは、秋草学園高等学校ダンス部の演舞が行われ、秋草学園短期大学文化表現学科が作成した「短大生が選ぶ 所沢なんでもベスト5」が放映された。

#### 第4回「武蔵野大地の食と文化 ～食からはじまるものがたり～」
- 日時：2018年10月30日
- 場所：所沢市民文化センターミューズ中ホール
- ゲスト：金丸弘美、他
- 挨拶：藤本正人、角川歴彦
- 司会：仁科美咲
  - 食からの地域再生や食育事業のアドバイザーとして食環境ジャーナリストの金丸弘美の講演や、所沢の「食」で活動中の人々を招きトークセッションを行い、角川歴彦によるサクラタウンの進捗状況の報告が行われた。また、芸術総合高校のオープニングでの古典芸能部による日舞の披露や映画部制作の動画「うどんでつながる所沢」が上映された。

#### 第5回「漫画家 安彦良和氏『所沢に住んで45年』」
- 日時：2019年12月14日
- 場所：所沢まちづくりセンター中央公民館ホール
- ゲスト：安彦良和
- 挨拶：藤本正人、角川歴彦
- 司会：仁科美咲
  - 所沢市在住の安彦良和による講演が行われた。また、サクラタウンについての発表も行われた。

## 沿革・背景

### プレオープン以前

#### 所沢市
2013年4月、所沢市は荒川右岸流域下水道への接続に伴い、 その役割を終えていた旧所沢浄化センター跡地の活用を検討。本市の最上位計画である「第5次所沢市総合計画前期基本計画」の重点課題「所沢ブランドの創造と地域経済の活性化」に資するため、市内の数少ない準工業地域という特性を活かし、産業系を中心とした土地利用を図る者へ売却することとした。
2014年1月20日から公表した事業者の募集要項においては、事業提案書に「マチごとエコタウン所沢構想への貢献策」「産業振興に関する貢献策」「障害者雇用の推進」「地元企業の参加・活用」「保育施設等の設置 配慮」など、地域への貢献に関する項目を盛り込むよう設定した。
応募した2社のうち、KADOKAWAの計画は、旧所沢浄化センター跡地利用事業者選定委員会において、他社よりも地域貢献度が高い評価を得るとともに、土地等買受希望価格についても高額である約33億円の提示であった。このため、KADOKAWAを優先交渉権者として決定し、2014年5月に基本協定書を締結。その後、本契約を締結し、同年10月に所有権がKADOKAWAに移転した。
2018年10月には、公益社団法人所沢青年会議所が、東所沢の地域住民を対象とした初のイベントである「ひがとこタウンフェス'18」を開催した。当イベントでは、ところざわサクラタウンの広報なども行われた。このイベントには、同年9月に発足した東所沢商店組合も参画している。
2019年3月には、所沢市、所沢商工会議所、各自治会、KADOKAWAが実行委員会として参画する初の地域イベント「東所沢公園サクラまつり」が開催された。
2019年10月26日には、所沢航空記念公園で開催された所沢市民フェスティバルのJ:COMステージにて「ところざわサクラタウンpresents 2019-2018シーズン eスポーツ選手 激励会」が行われ、e baseballの埼玉西武ライオンズや、e LinkageのFAVgaming（ファブゲーミング）の選手が登場した。また、ところざわサクラタウン（KADOKAWA）ブースでは、サクラタウンの情報や、eスポーツの実戦などを行った。加えて、サクラタウンと角川武蔵野ミュージアムのロゴマークが公表された。
2019年12月14日に、所沢市とKADOKAWAが主催する「第5回ところざわ文化創造会議」が、所沢まちづくりセンター中央公民館で行われる。市内在住の安彦良和が講師として登壇した。また、同日に元町コミュニティ広場で開催されるイベント「サンタクロースを探せ！」に所沢市が舞台の『暗転エピローグ』が参加した。
2019年12月18日に、東所沢公園整備・管理・運営事業設置等予定者の選定結果を公表した。選定された設置等予定者は、角川文化振興財団グループで、角川文化振興財団、平岩建設、田中造園、日立キャピタル、日立キャピタルコミュニティが構成団体となっている。なお、「チームラボ」によるインスタレーションやオープンデッキを配置したカフェの設置が当グループより提案された。

#### KADOKAWA
インターネットの普及による紙媒体の需要が墜ちている状況で、外部の環境変化にすばやく対応するため新たなビジネスモデルの確立や、生産と物流体制の刷新、効率化が必要不可欠な課題となっていた。
2014年5月に、旧所沢浄化センター跡地の土地利用について、 所沢市と基本協定書を締結。KADOKAWAが、この地に新しい製造・物流拠点を整備し、関連会社の株式会社ビルディング・ブックセンターが運営する所沢市や埼玉県三芳町にある14棟の物流施設を集約することとなった。
またそれに伴い、地域への貢献として、KADOKAWAの強みを最大限に活かせる「文化」の力を活用することとした。図書館、美術館、博物館が融合した日本初とも言える文化コンプレックス施設を整備し、「クールジャパンの総本山」として、アニメ・ゲームにとどまらない日本文化の底力や魅力を発信することを企画した。
KADOKAWAは399億円を本施設に拠出している。そのうち、大部分の310億円を投じて書籍の製造・物流拠点となる新工場と新オフィスを建設する。残りの89億円を投じて集客施設・角川武蔵野ミュージアム、レストランや商店街などの商業施設を建設する。施設については、後述する。
着工開始前日の2018年1月31日には、当地にて地鎮祭が行われた。その際、KADOKAWA社長の松原眞樹が、当地に本社機能の半分を移転する予定だと発表した。
2018年4月より、所沢市に本拠地を置く埼玉西武ライオンズとのコラボフリーマガジン「埼玉西武ライオンズ Ball Park Walker」を発刊している。
ニコニコ超会議2019のKADOKAWAブースにおいて、2019年10月に詳細を発表すると告知した。
2019年6月20日に行われたカドカワの株主総会で、働き方改革としてサクラタウンと飯田橋のオフィスにそれぞれ1000席ほど席を配置し、自宅での勤務も可能にすると発表した。また、サクラタウンなどにおける障害者雇用を促進する特例子会社の角川クラフトを設立したと発表した。
2019年7月、麻雀プロリーグ「Mリーグ」に参戦するKADOKAWAのチーム名を「KADOKAWAサクラナイツ」にすると発表した。サクラの由来は、サクラタウンをアピールするためとしている。
2019年7月から9月末まで、所沢市内の小学生を対象に夏休みの自由研究として、「角川むさしの妖怪絵コンクール」を募集した。テーマは「所沢の妖怪」で、優秀賞は2019年10月31日開設の角川武蔵野ミュージアムの公式ホームページにて発表された。
2019年9月14日に、所沢航空記念公園内茶室「彩翔亭」にて、月の天体観測と俳句を楽しむイベント「ところざわ観月俳句祭－秋の名月を詠む－」を開催した。当イベントでは、所沢市に本社がある天体望遠鏡メーカービクセンも協力として参加した。
第7回アニ玉祭の基調講演で角川歴彦が講演を行い、2019年10月31日に、椿山荘にて詳細を発表すると告知した。また、所沢市、狭山市、入間市、飯能市、日高市といった埼玉県西部地域まちづくり協議会、通称ダイアプランを組織している埼玉西部5市において、「武蔵野回廊国際芸術祭」を開催したいという考えを紹介した。
2019年10月26日に所沢市で行われた所沢市民フェスティバルにて、ところざわサクラタウンが2つのeゲームチーム（e baseballの埼玉西武ライオンズとe LinkageのFAVgaming）のスポンサーとなることが発表された。
2019年10月31日には、「ところざわサクラタウン・角川武蔵野ミュージアム事業発表会」を椿山荘にて行った。また、同日に、ところざわサクラタウン公式サイトがリニューアルされ、角川武蔵野ミュージアム公式サイト、ところざわサクラタウン公式Twitter・Instagram・YouTubeアカウントが開設された。角川武蔵野ミュージアム公式サイトにて、「角川むさしの妖怪絵コンクール」の優秀賞を発表した。
2020年2月5日、KADOKAWAは、所沢市、所沢警察署と「地域安全に関する協定」を締結し、2月7日には埼玉県、埼玉県警察と「防犯まちづくりに関する協定」を締結した。
2020年5月11日、今秋の角川武蔵野ミュージアムのグランドオープンを記念して、雑誌「武蔵野樹林」と小説投稿サイト「カクヨム」が共同で「第1回角川武蔵野文学賞」を開催することを発表した。
2020年5月13日、新型コロナウイルスの感染拡大を受け、ところざわサクラタウンと角川武蔵野ミュージアムの開業延期を発表した。

### プレオープン以降
- 2020年
  - 8月1日

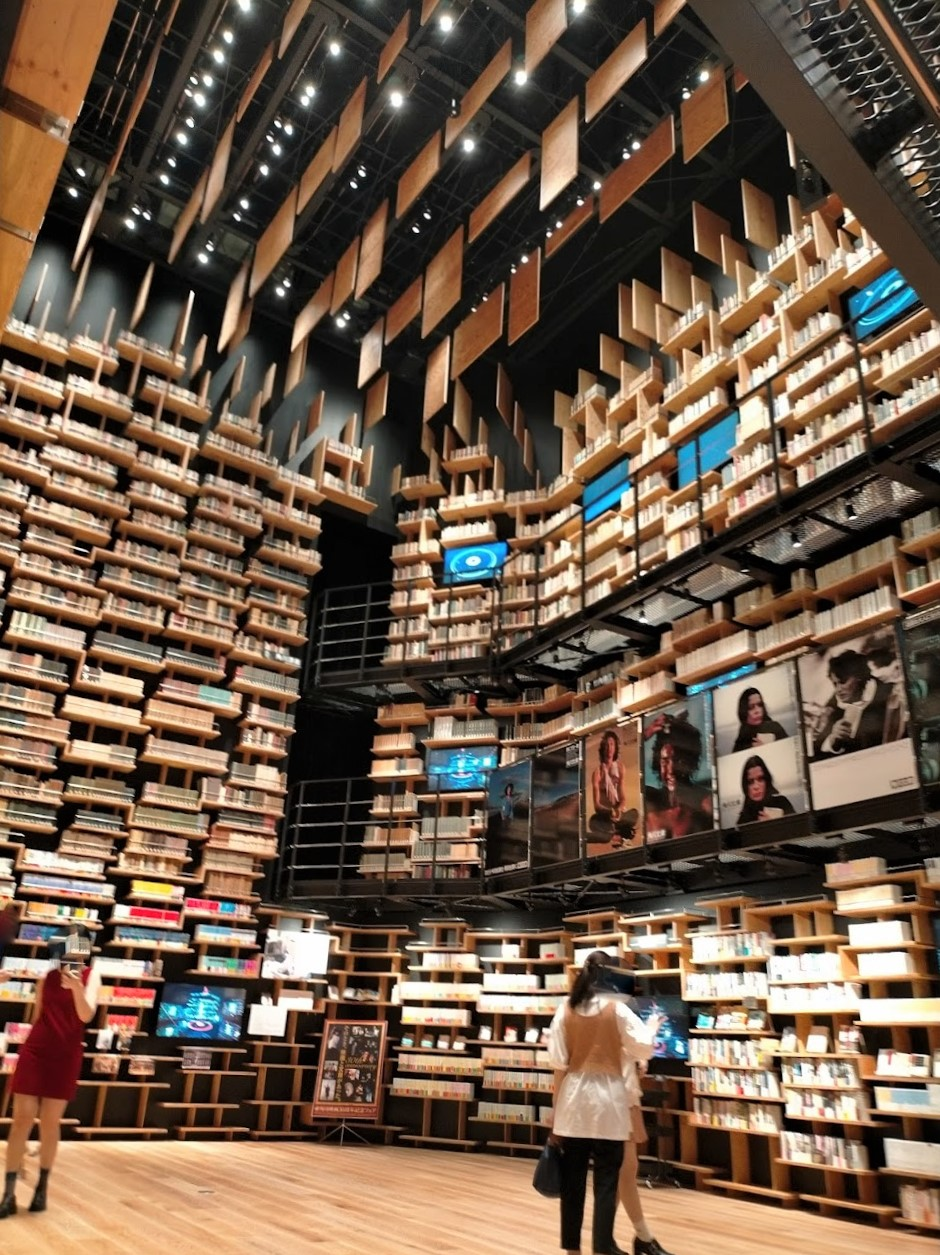
本棚劇場

    - 角川武蔵野ミュージアムがプレオープン。
    - 武蔵野樹林パークの「チームラボ どんぐりの森の呼応する生命」がオープン。
    - KADOKAWAのイラストを掲載した、日本初となる「イルミネーションマンホール（LEDマンホール）」を、東所沢駅からサクラタウンに向かう歩道に設置。

  - 8月3日 
    - 角川食堂がオープン。

  - 10月1日
    - EJアニメホテルがオープン。

  - 10月21日
    - 武蔵野樹林カフェがプレオープン。

  - 11月6日
    - 全施設がグランドオープン。

  - 12月31日
    - 第71回NHK紅白歌合戦で角川武蔵野ミュージアム内本棚劇場にて、YOASOBIが「夜に駆ける」を歌唱した。
- 2021年
  - 2月12日
    - 所沢市観光情報物産館の愛称が「YOT-TOKO」に決定した。

  - 10月21日
    - ところざわサクラタウン・角川武蔵野ミュージアムの累計来場者数が100万人を突破した。

## 施設
施設は主にところざわサクラタウン本棟、角川武蔵野ミュージアム、武蔵野坐令和神社の3つに分かれている。なお、ところざわサクラタウンは南北で高低差があるため、建物の階数は、標高が低い北側（東川側）から見た階数であり、中央広場は2Fである。1Fにはサクラタウン第1駐車場がある。

### 工場エリア

#### BECファクトリー（1F）/ BECゲートウェイ（2-4F）
最新鋭のデジタル書籍製造・物流工場。ブックオンデマンドによる、小ロット（適時適量）製造が可能であり、倉庫機能を従来のストック型からフロー型に変革し、最新のマテハン機器による適時適量出荷に対応する。本格稼働は2024年3月期以降の予定で、フル稼働は2025年3月期の予定となっている。

#### 所沢キャンパス（5F）
ワンフロア国内最大規模（約9,000 m2）のKADOKAWAの新オフィス。本社機能の一部を移転するなど、飯田橋と並ぶKADOKAWAの一大拠点である。KADOKAWAのワーク・ライフ・インテグレーションの旗印でもあり、飯田橋キャンパス、所沢キャンパス、その他のサテライトオフィス、自宅、カフェなどの全ての場所において、シームレスに働ける環境を目指している。

#### N高グループ ところざわサクラタウンキャンパス（5F）
N高グループ（N高等学校、S高等学校およびR高等学校）の生徒が、スクーリングの際に利用するキャンパス。2023年4月に、綾瀬キャンパスに代わって設置された。

#### サクラタウン児童クラブ（2F）
角川クラフトが運営する児童クラブ。近隣の和田小学校と安松小学校の児童が対象となっている。2020年7月1日に開所。

### 集客エリア

#### 角川武蔵野ミュージアム（1-5F）
角川武蔵野ミュージアム（かどかわむさしのミュージアム、英語: Kadokawa Culture Museum）は、図書館、博物館、美術館を融合した地上5階建ての複合文化施設、社会教育施設である。設計は隈研吾が担当。仮称は「角川アカデミア」、「角川ロックミュージアム」。2020年8月1日から10月15日までのプレオープン期間、2020年10月16日から11月5日までの休業期間（グランドオープン準備期間）を経て、2020年11月6日にグランドオープン。書籍や資料は貸出せず、館内でのみ閲覧できる。また、管理運営元の公益社団法人角川文化振興財団の事務所も併設されている。初代館長は松岡正剛（2020年 - 2024年8月12日）、2代館長は池上彰（2024年11月1日 - ）。
- 開催された展覧会
  - 2020年10月8日「米谷健＋ジュリア展 だから私は救われたい[30]」
  - 「俵万智 #たったひとつのいいね 」（2021年）
  - 2022年6月18日「ファン・ゴッホ ー僕には世界がこう見えるー [31]」（ゴッホが見た世界を追体験する体感型デジタルアート展）
  - 2023年2月4日「タグコレ 現代アートはわからんね」
  - 「角川武蔵野ミュージアムコレクション展 髙山辰雄―15㎝×15㎝の宇宙―」（2023 - 2024）
  - 山本高之「どんなじごくへいくのかな」展（2025）

1F グランドギャラリー・マンガラノベ図書館・源義庭園
約3.5万冊（蔵書可能冊数：最大10万冊、開架収蔵可能冊数：最大5万冊）のライトノベルやマンガを収蔵するマンガ・ラノベ図書館は、M2F（中2階）がある2階層となっている。特に、ライトノベルは世界最大の所蔵数であり、KADOKAWA刊行・他出版社刊行も含め、ほぼ全てのライトノベルを収蔵している。源義庭園は、マンガ・ラノベ図書館の外にある庭園である。由来は角川書店創業者の角川源義であり、源義の自宅にあった庭園「青柿山房」を再現した庭園となっている（入園は、マンガ・ラノベ図書館の入館者のみ）。グランドギャラリーでは、企画展やイベントを開催する。
2F メインエントランスロビー・ロックミュージアムショップ・角カフェ
角川武蔵野ミュージアムの玄関口として館内施設の紹介およびに館内の入場ゲートとなるエントランスロビー。ミュージアムの総合的なグッズを取り揃えたショップ「ロックミュージアムショップ」（店名は、同館の仮称だった「角川ロックミュージアム」に由来）、舘舎を設計した隈研吾が内装を監修したカフェ「角カフェ」も併設する。
3F EJアニメミュージアム・ショップ
日本が世界に誇るアニメ文化を、独自の切り口で紹介するミュージアム。舘名の「EJ」とは、「Entertainment Japan」の略称である。多くの創造性のもとに制作され、幅広く展開されていくアニメを、作品を取り巻くエンターテインメントと共に紹介する。
4F 本棚劇場・エディットタウン・エディットアンドアートギャラリー・荒俣ワンダー秘宝館・ワークショップルーム・レクチャールーム
松岡正剛、荒俣宏、神野真吾 監修。4Fから5Fの2階層8 mに及ぶ本棚劇場には、KADOKAWAグループの刊行物を中心に、角川源義、山本健吉、竹内理三、外間守善、山田風太郎らの個人蔵書も含む書籍35万冊が収蔵され、プロジェクションマッピングも行われる。また、エディットタウンには、いくつもの本棚が街区のように置かれる。荒俣ワンダー秘宝館には、荒俣宏監修の妖怪やUFOの欠片を始めとした展示が行われる。
5F 本棚劇場・武蔵野回廊・武蔵野ギャラリー・SACULA DINER
武蔵野回廊、武蔵野ギャラリーでは武蔵野の自然や文化などを紹介・展示する。また、カフェ&レストラン「SACULA DINER」がある。
所沢市は、東京都多摩地域を含む、現在も林や緑地が点在する武蔵野の一角である。角川武蔵野ミュージアムの関連事業として、角川文化振興財団が武蔵野の自然や文化、歴史をテーマとする雑誌『武蔵野樹林』を2018年10月に創刊した。
角川武蔵野ミュージアムの世界

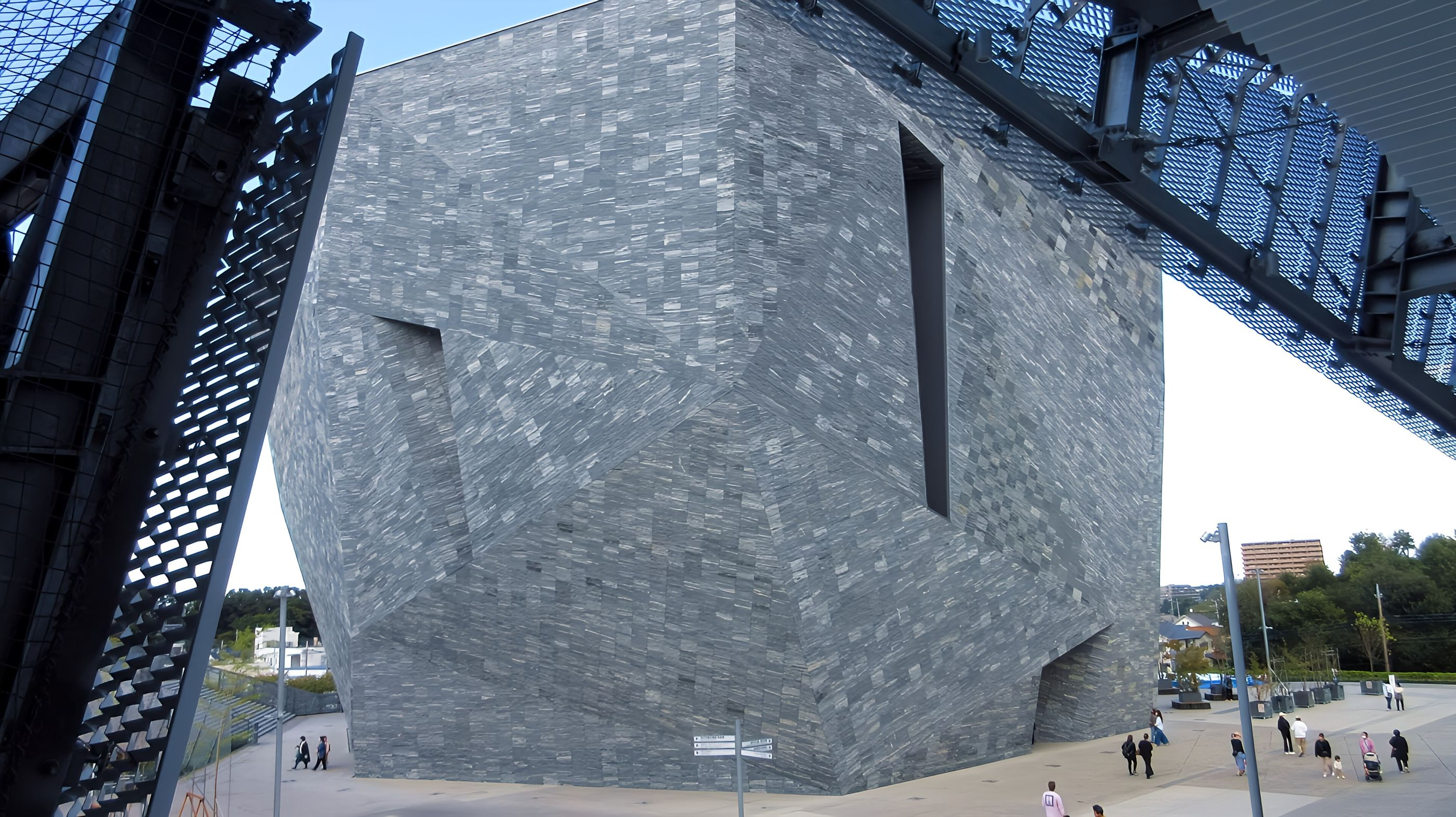
本棟から角川武蔵野ミュージアムを写す
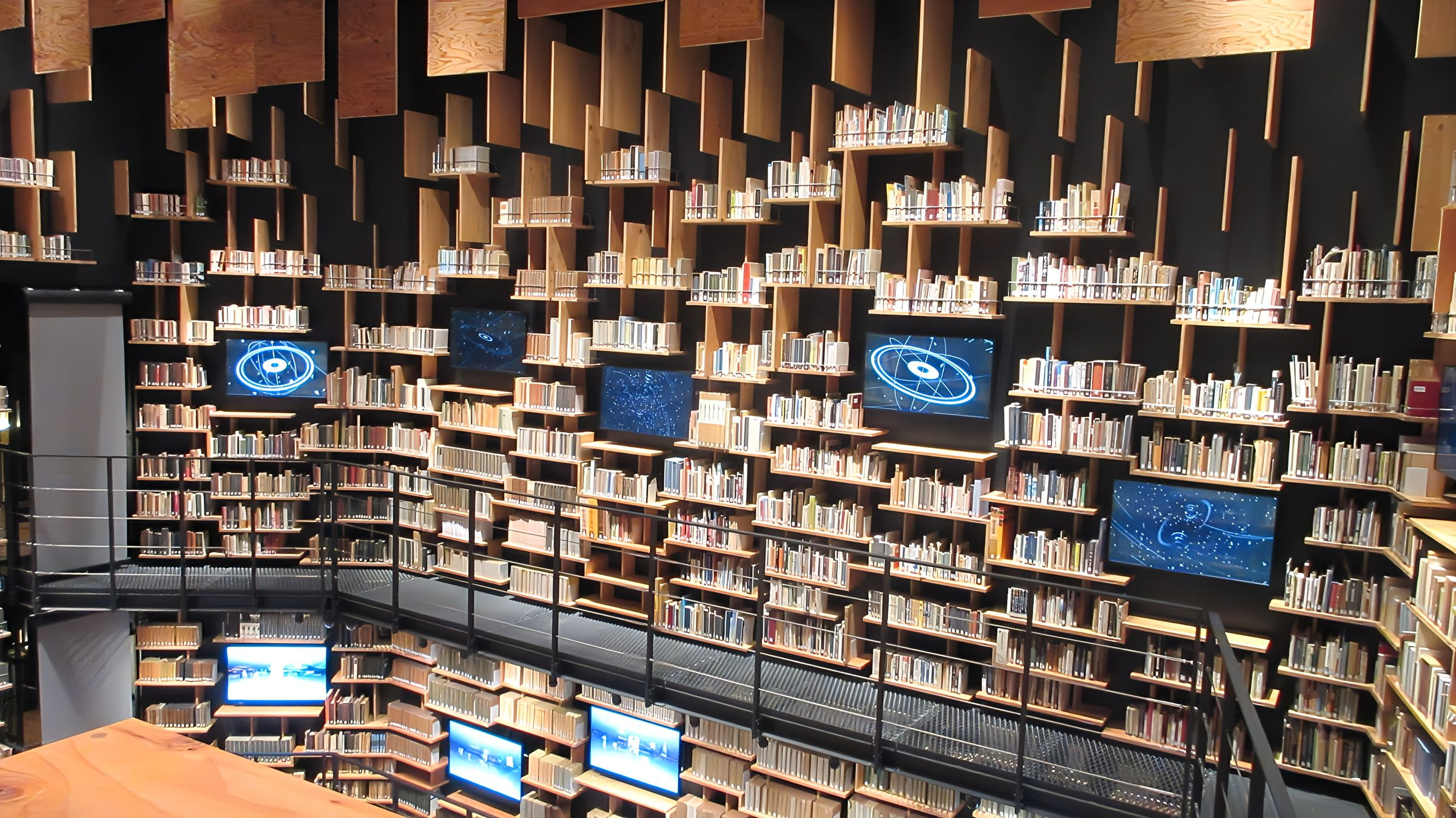
本棚劇場を見下ろす
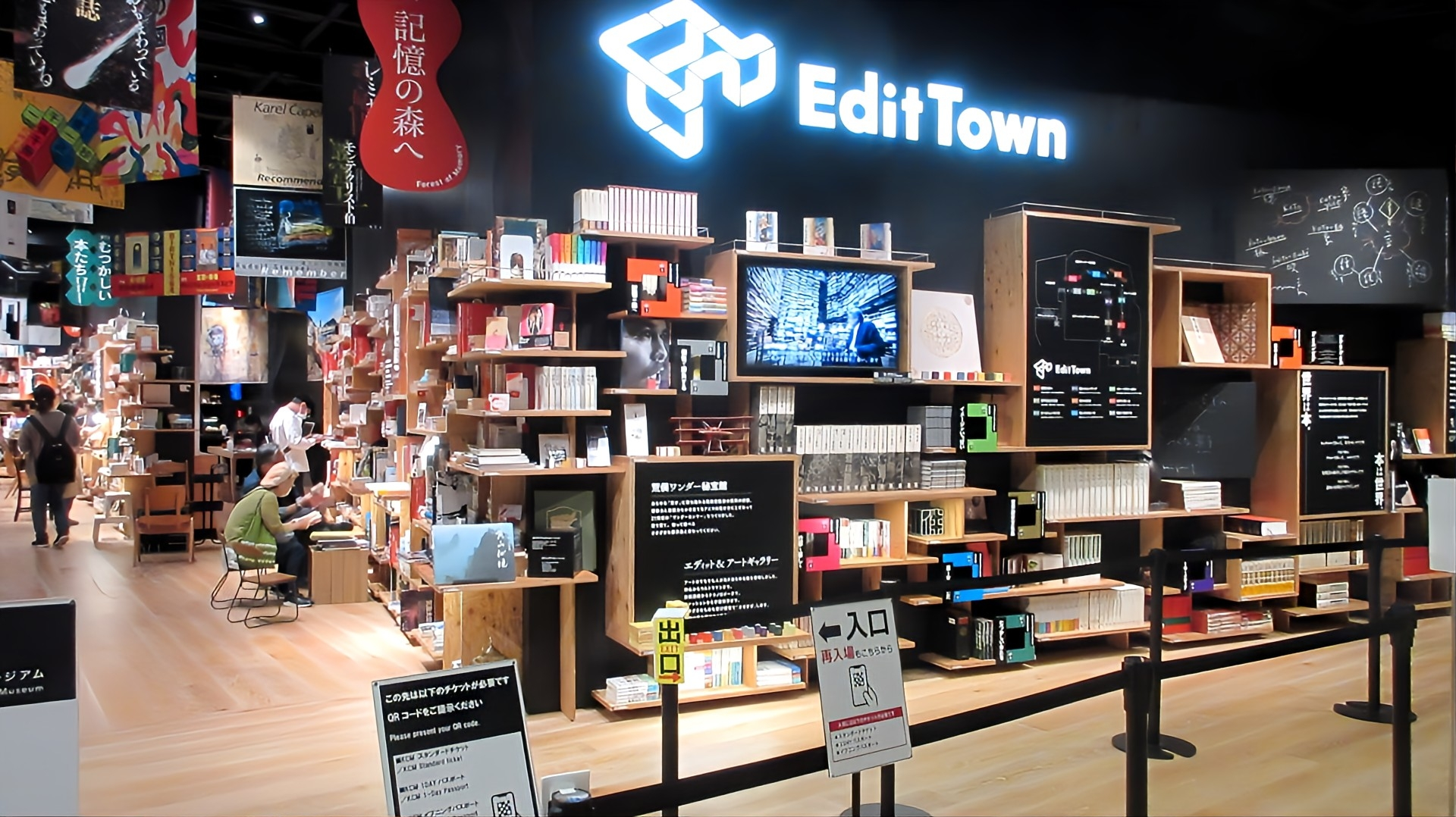
EditTown
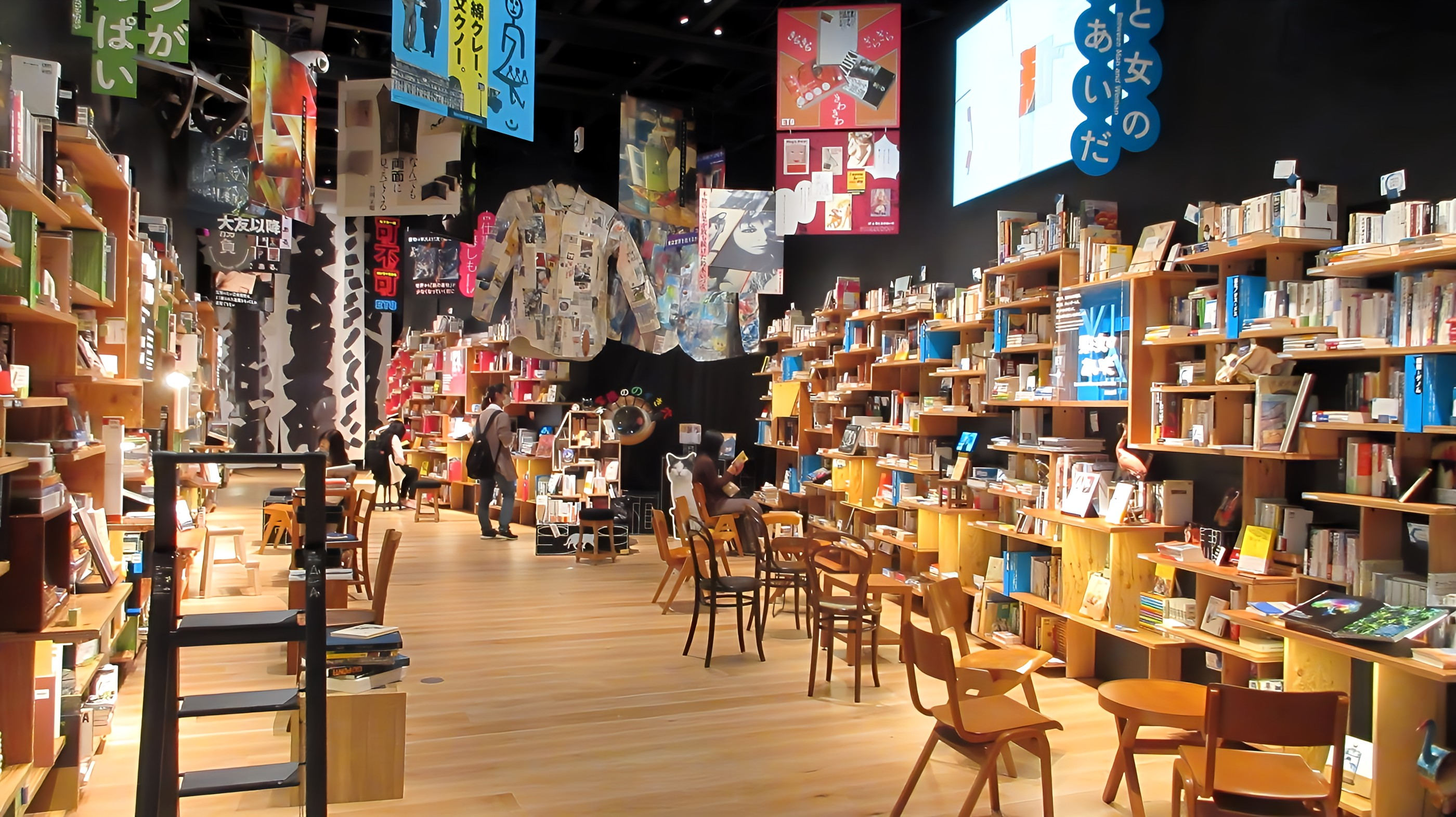
EditTown-BookStreat
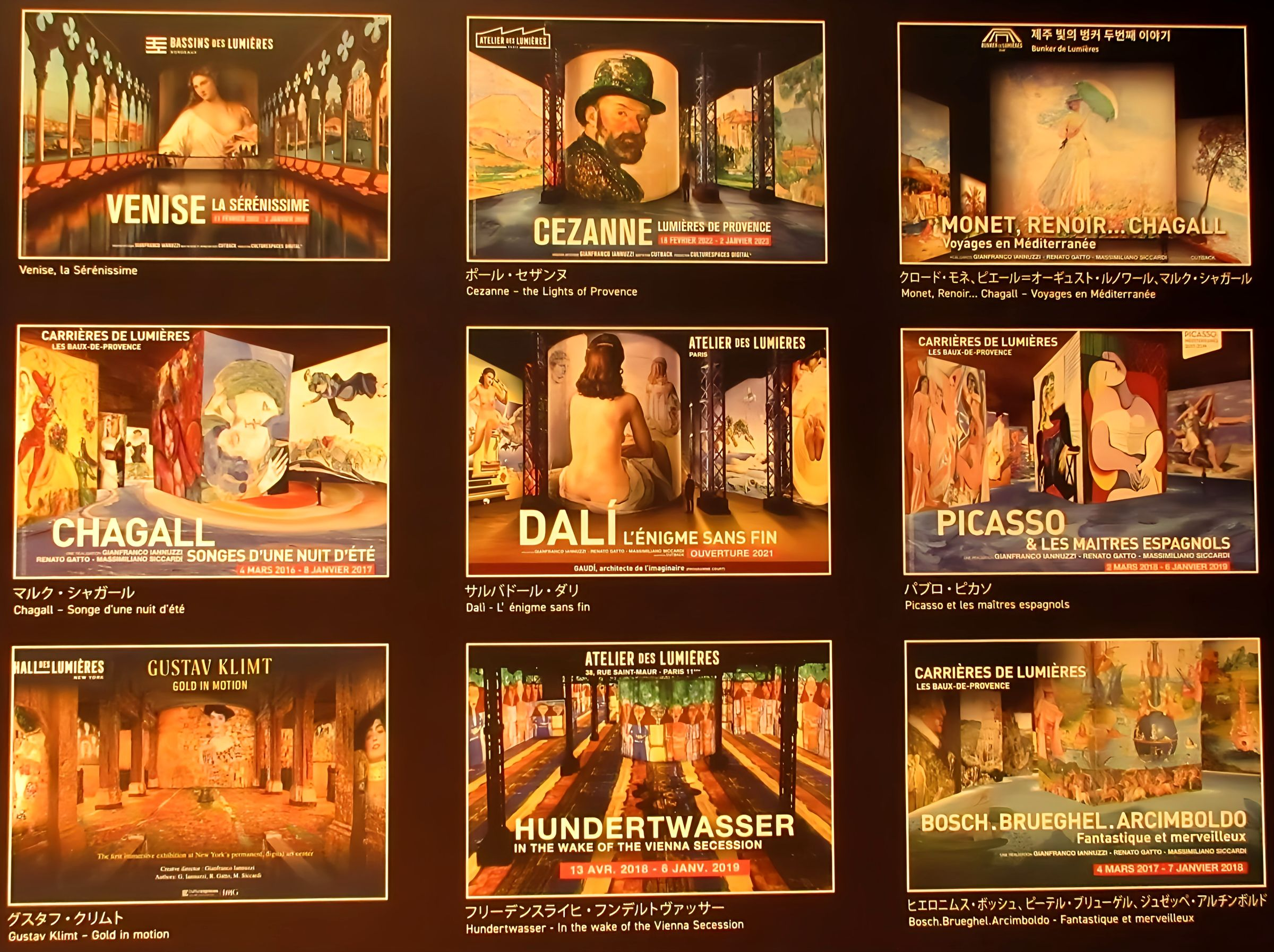
体感型デジタルアート劇場・作品の一例
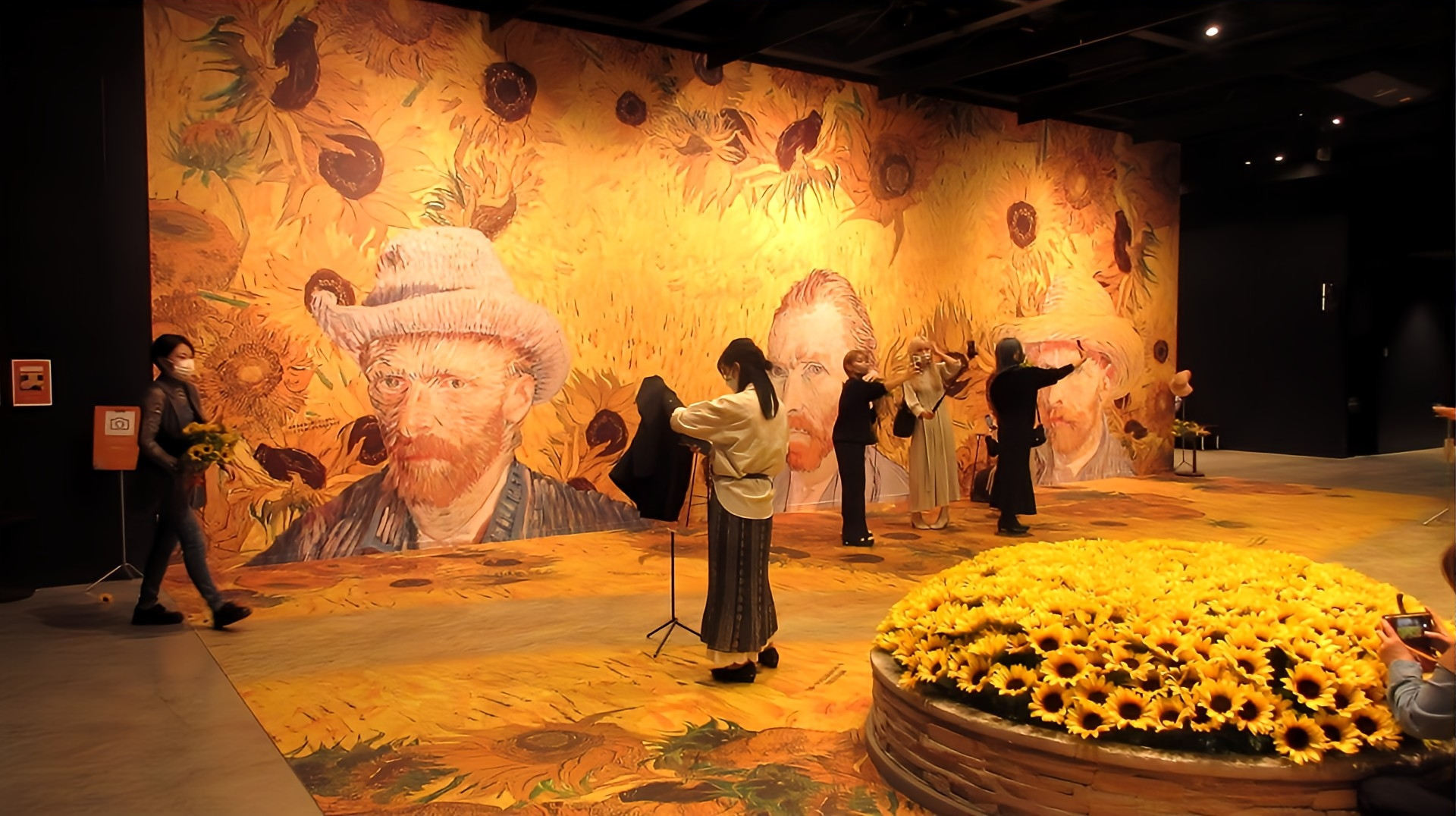
体感型デジタルアート劇場・ゴッホ

#### 千人テラス（1-2F）・中央広場（2F）

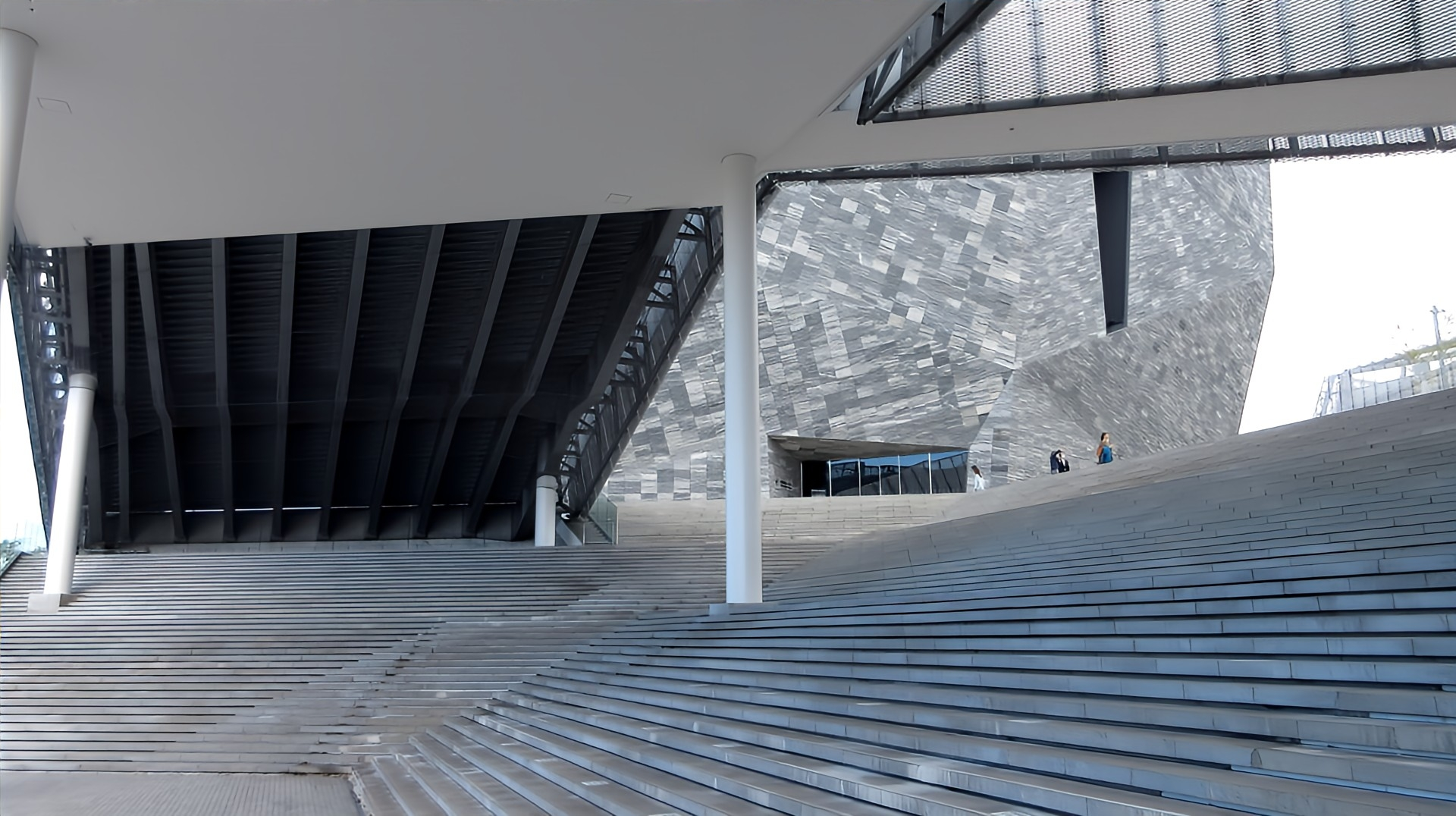
千人テラス

合計4,000 m2を超える野外オープンスペース。1000名の観客を収容できる「千人テラス」は、パブリックビューイングや各種発表会などを開催する。「中央広場」では、ハロウィン、クリスマスといったシーズンイベントなどを開催する。

#### 武蔵野坐令和神社
隈研吾が社殿のデザインを担当し、元号『令和』の考案者とされる中西進が命名した神社。社号の読み方は「むさしのにます うるわしき やまとの みやしろ」。通称は「武蔵野令和神社（むさしのれいわじんじゃ）」。
主祭神に東京大神宮より天照皇大神、相殿神に東所沢の氏神とされる本郷氷川神社より素盞鳴尊を勧請して祭神とし、二柱の祭神を「武蔵野坐令和言霊大神（むさしのにます うるわしき やまとの ことだまのおおかみ〈通称は「言霊大神」〉）」と総称する。
社殿内の天井には、天野喜孝による鳳凰の天井画が描かれ、彫刻家土屋仁応作の狛犬（ニホンオオカミ）が社殿の側に鎮座している。また、「訪れてみたい日本のアニメ聖地88」の1番札所となっているため、社務所には「アニメ聖地88」のインフォメーション・スポットが設置されている。設計会社は種村強建築設計、施工会社は白石建設株式会社。社号決定以前の仮称は「武蔵野朱雀（むさしのすざく）神社」。

#### ジャパンパビリオン（2-3F）
スタンディング1,800名、シーティング650名を収容し、5Gの通信利用可能施設となっているホールAと、シーティング200名を収容するシアター式のホールBで構成される地上2階建てのイベントホール。2.5次元ミュージカル、ライトノベルイベント、アニメ制作発表会、映画上映、声優トークショー、バーチャルYouTuberイベント、eスポーツ大会、試写会、サイン会、握手会、コスプレイベントなどのアニメ・コミック・ゲーム系イベントから、コンサート、展示会、発表会、市民向けのお祭り会場としても利用される。

#### ダ・ヴィンチストア（2F）
「人と本をつなぐ新しい本屋」をコンセプトにした、KADOKAWA直営の未来型BOOKストア。店名は、同社の書籍情報誌『ダ・ヴィンチ』に由来する。マンガからライトノベルまで、クールジャパンを代表する出版物・フィギュア・グッズなど限定商品を取り揃えた直営店。KADOKAWA以外の出版社の書籍も取り扱っている。店内にはイベントスペースやセミナールームがある。

#### ショップ&レストラン（2-3F）
「Join the Party!」をキーワードに、KADOKAWAならではの驚きと楽しさに満ちた賑わいを創出するエリア。通称は「ところざわサクラタウン商店街」。

#### FAV ZONE（4F）
KADOKAWA Game LinkageがプロデュースするKADOKAWAグループのプロeスポーツチーム“FAV gaming”の拠点として、通常時は同チーム所属選手の強化トレーニングルームとして使用するほか、撮影スタジオやイベント会場としても活用できるeスポーツ専用施設である。13台のハイエンドゲーミングPC、98インチ大型モニターを備える。フロア面積は約90 m2。

#### 出店テナント
LOVE埼玉パークpresented by J：COM（2F）
株式会社ジェイコム埼玉・東日本が運営。
埼玉のPR、ところざわサクラタウンのイベントと連動したコンテンツを放送・配信する。
タリーズコーヒー（2F）
タリーズコーヒージャパン株式会社が運営。
タリーズコーヒーの直営店舗。
ラーメンWalkerキッチン（2F）
株式会社角川アスキー総合研究所が運営。
業界初となるメディア完全連動型ラーメン店。有名店の店主が順次、期間限定で出店する。また、メディア連動企画としてチャレンジ店主とレシピ・アイデアを募集しており、入選者にはそれぞれ出店権利と賞金総額100万円相当が寄贈される。
武蔵利休（2F）
株式会社新井園が運営。
狭山茶を生産する新井園による和カフェ「武蔵利休」の直営店舗。
りそなグループ セルフプラザ（2F）
株式会社埼玉りそな銀行が運営。
休憩スペースを備えた、りそなグループのサービス案内所。ATMのほか、りそなグループが提供する情報を発信する。
角川食堂（3F）
UDS株式会社・株式会社KADOKAWAが運営。
地元・所沢産の新鮮野菜を満遍なく使用したレストラン。社員食堂ではあるが、一般客も利用できる。定休日は不定休で、席数は最大170席である。

### 閉店した店舗
さわいち&サクラブルワリー（2F）
株式会社さわいちが運営。
武蔵野うどん、クラフトビールなどを提供する飲食店。
2023年10月30日閉店
ニューヤマザキデイリーストア（3F）
ジャパンウェルネス株式会社が運営。
山崎製パンがフランチャイズ展開するコンビニエンスストア。店舗内にある「ANIME GARAGE」では様々なアニメグッズを取り扱う。
2023年11月13日閉店
ニカケルサン（2F）
株式会社スタンダードが運営。
サクラタウンと連携し、様々なコラボ企画実施を目的としたJOYSOUNDの直営店舗。
2024年1月14日閉店

#### EJアニメホテル（6F）[閉店]
EJは「エンターテイメントジャパン」の意味で「好きな物語に、泊まる。」をコンセプトにし、アニメやゲームなどコンテンツの世界観を演出する体験型ホテルとして開業した。サクラタウンの最上階6階に位置し、5タイプ33室の客室があった。ロビーは、5Gの通信利用が可能で、すべての部屋に150インチの大型画面プロジェクターを設置。ホテル内のレストラン「ティアム」では、作品の世界を表現した特別な料理が提供される。しかし、開業以来集客に苦戦し、将来も収益確保が困難と判断し、2023年5月31日で閉館することになった。
コラボ作品一覧
- 痛いのは嫌なので防御力に極振りしたいと思います。
- 宇崎ちゃんは遊びたい!
- この素晴らしい世界に祝福を!
- とある科学の超電磁砲T
- 結城友奈は勇者である
- おそ松さん
- スレイヤーズ
- 四ツ目神-再会-

#### 屋上庭園（6F）
富士山を展望できる屋上庭園（コロナ禍のため、入園はEJアニメホテルの利用者のみ）。

## 周辺の関連施設

### 所沢市観光情報・物産館「YOT-TOKO」
サクラタウンの向かい側にある所沢市の魅力発信施設。敷地面積は8274.71 m2、延床面積は約700 m2（マルシェ棟・階段棟）。
事業主体は所沢市であり、CJF構想の一環として整備された。施設整備費は約9億4900万円（10年間の維持管理費含む）。指定管理者は所沢まちづくり共同事業体（代表者：新日本ビルサービス株式会社）。
本施設は1階建てのマルシェ棟、階段棟、大型駐車場、大型バス発着・転回場、広場から構成されている。サクラタウン本棟2FとYOT-TOKO階段棟が連絡橋により繋がっている。マルシェ棟では、所沢の魅力発信機能として特産品販売、観光情報発信を行なう。また、地域コミュニティ機能として、コミュニティスペース、防災備蓄、公衆トイレがある他、カフェ「JIGONA CAFE」が併設している。イベント広場には、特設テントやキッチンカーを配置し、サクラタウンとの共同開催も可能な屋外空間となっている。その他、131台が駐車できる駐車場と大型バスの発着・転回場がある。
当初は、サクラタウンの開業と同時期の2020年7月に開業予定であったが、2020年東京オリンピック工事の影響で橋梁材料が手薄となったことにより、開業が当初より10ヶ月遅れ、2021年5月29日となった。
2021年2月12日に愛称が発表され、「YOT-TOKO」となった。愛称には、是非とも寄ってほしい施設、ついでに寄っておこうと気軽に訪れられる施設になってほしいという思いで「Y（よいもの）」「O（おいしいもの）」「T（たのしいもの）」に「所沢」の「TOKO」をつけて「YOT-TOKO（よっとこ）」と名付けられた。

### 東所沢公園
ところざわサクラタウンに隣接する公園。1989年4月開園の近隣公園で、敷地面積は20,997.81 m2。
事業主体は所沢市であり、CJF構想の一環として再整備された。
園内には、角川文化振興財団による「武蔵野樹林パーク」がある。武蔵野樹林パークには、隈研吾設計の飲食施設「武蔵野樹林カフェ」が設置され、チームラボによる光のアート空間「チームラボ どんぐりの森の呼応する生命」を常設展示していた。
「武蔵野樹林カフェ」・「チームラボ どんぐりの森の呼応する生命」ともに2024年1月8日に閉鎖となった。

## 企画展・イベント開催実績
大型企画展や大型イベントなどを抜粋して記載する。

### 開催予定の企画展・イベント
- 万国妖怪博覧会
  - 開催日：2021年
  - 使用施設：未定
  - 主催：KADOKAWA
- 第10回マンホールサミット in 所沢
  - 開催日：2022年11月19日
  - 使用施設：ところざわサクラタウン、東所沢公園、所沢市観光情報・物産館（YOT-TOKO）
  - 主催：下水道広報プラットホーム、所沢市
- 武蔵野回廊国際文化芸術祭（仮称）
  - 開催日：2023年
  - 主催：角川文化振興財団

### 開催された企画展・イベント
| イベント名                                                                               | 開催日                         | 使用施設                                     | 主催 | 備考 |
| ---------------------------------------------------------------------------------------- | ------------------------------ | -------------------------------------------- | --- | --- |
| KADOKAWA Anime Thanks Party                                                              | 2020年8月2日                   | ジャパンパビリオン・ホールA                  | KADOKAWA | こけら落とし公演、無観客開催、無料オンライン配信 |
| 朗読劇『文豪、そして殺人鬼』                                                             | 2020年8月29日 - 8月30日        | ジャパンパビリオン・ホールA                  | KADOKAWA | 無観客開催、有料オンライン配信 |
| 舞台『BRAVE10～昇焉～』                                                                  | 2020年9月19日 - 2020年9月27日  | ジャパンパビリオン・ホールA                  | 2020 舞台｢BRAVE10～昇焉～」製作委員会                                                                                | |
| オリジナル朗読劇『選ばれなかった勇者の花嫁』                                             | 2020年10月3日 - 10月4日        | ジャパンパビリオン・ホールA                  | KADOKAWA | |
| 角川武蔵野ミュージアム竣工記念展 隈研吾／大地とつながるアート空間の誕生 − 石と木の超建築 | 2020年8月1日 - 10月15日        | 角川武蔵野ミュージアム・グランドギャラリー   | 角川武蔵野ミュージアム（角川文化振興財団）                                                                           | |
| EJ ANIME MUSIC FESTIVAL 2020（第1回）                                                    | 2020年10月18日                 | ジャパンパビリオン・ホールA                  | KADOKAWA | 無観客開催、有料ライブ配信 |
| グランドオープン記念 アニメキャンプ2020                                                  | 2020年11月6日 - 11月15日       | 中央広場                                     | KADOKAWA | |
| Newtype35周年 アニメ・クロニクル                                                         | 2020年11月6日 - 2021年1月17日  | 角川武蔵野ミュージアム・EJアニメミュージアム | KADOKAWA、角川メディアハウス                                                                                         | |
| NISHIO 青空eスポーツ                                                                     | 2021年3月13日 ・ 14日          | 中央広場                                     | 西尾レントオール | |
| FAVCUP2021 sponsored by v6プラス                                                         | 2021年3月13日 ・ 14日          | ジャパンパビリオン                           | KADOKAWA Game Linkage                                                                                                | |
| 荒俣宏の妖怪伏魔殿2020 - YOKAI PANDEMONIUM                                               | 2020年11月6日 - 2021年3月31日  | 角川武蔵野ミュージアム・グランドギャラリー   | 角川武蔵野ミュージアム（公益財団法人角川文化振興財団）、KADOKAWA                                                     | |
| KADOKAWA ライトノベルEXPO 2020（第1回）                                                  | 2021年3月6日 - 4月11日         | ダ・ヴィンチストア（リアル会場）             | KADOKAWA | 第1回はWEBとリアルのハイブリッドイベントとして開催 |
| サクラまつり 春のピクニックマルシェ                                                      | 2021年3月24日 - 3月28日        | 中央広場                                     | 所沢市 | |
| きかんしゃトーマスとなかまたち わくわくフェスティバル！                                  | 2021年4月24日 - 5月16日        | EJアニメミュージアム                         | KADOKAWA | |
| Japan University eSPORTS Championship ：U-Champ.～日本学生 e スポーツ競技大会～ 決勝大会 | 2021年4月24日 ・ 25日          | ジャパンパビリオンホールA                    | 日本eスポーツ連合（JeSU）                                                                                            | 無観客開催、オンライン生配信 |
| 今石洋之の世界『グレンラガン』『キルラキル』『プロメア』を作った男                       | 2021年5月29日 - 6月27日        | EJアニメミュージアム                         | KADOKAWA | - 企画：グッドスマイルカンパニー - 協力：トリガー |
| 異世界みゅーじあむ                                                                       | 2021年7月17日 - 9月26日        | EJアニメミュージアム                         | KADOKAWA、東京メトロポリタンテレビジョン、角川メディアハウス                                                         | |
| マーベル・スタジオ／ヒーローたちの世界へ                                                 | 2021年10月23日 - 2022年1月2日  | EJアニメミュージアム                         | 「マーベル・スタジオ／ヒーローたちの世界へ」埼⽟実行委員会                                                           | - 特別協力：ウォルト・ディズニー・ジャパン - 企画制作：「マーベル・スタジオ／ヒーローたちの世界へ」制作委員会                                                                            |
| 浮世絵劇場 from Paris                                                                    | 2021年10月30日 - 2022年5月8日  | 角川武蔵野ミュージアム・グランドギャラリー   | 角川武蔵野ミュージアム（公益財団法人角川文化振興財団）                                                               | - 協賛：デルタ電子株式会社 - 後援：在日フランス大使館、アンスティチュ・フランセ日本 - 協力：KIYO-E PROJECT、株式会社ミヅマアートギャラリー、東京伝統木版画工芸協同組合、コエドブルワリー |
| 「艦これ」埼玉鎮守府化計画                                                               | 2021年12月24日 - 2022年2月27日 | 施設全体                                     | C2機関、KADOKAWA | |
| 朗読劇『嘘つき魔女と灰色の虹』前日譚                                                     | 2022年1月15日 ・ 16日          | ジャパンパビリオンホールA                    | そらる／KADOKAWA／「嘘つき魔女と灰色の虹」／CREADPIA                                                                 | ニコニコ動画発のシンガーソングライター・そらるが自身初のボーカロイド曲「嘘つき魔⼥と灰⾊の虹」をノベライズした『小説 嘘つき魔女と灰色の虹』。その前日譚となる朗読劇。                    |
| 安彦良和／機動戦士ガンダム THE ORIGIN展                                                  | 2022年1月22日 - 3月21日        | EJアニメミュージアム                         | 「安彦良和／機動戦士ガンダム THE ORIGIN展」実行委員会、株式会社KADOKAWA、株式会社エニー（J:COMグループ）、産経新聞社 | - 協力：ガンダムエース編集部、株式会社BANDAI SPIRITS - 資料協力：株式会社サンライズ |
|                                                                                          |                                |                                              | | |
|                                                                                          |                                |                                              | | |

## 関係スタッフ

### CJF構想

#### ジェネラルプロデューサー
- 藤本正人（元所沢市長）[40]
- 角川歴彦（元KADOKAWA 取締役会長）[40]

#### アドバイザリーボード
- 松岡正剛（編集工学者）
- 荒俣宏（博物学者、作家）
- 隈研吾（建築家）
- 神野真吾 （芸術学、美術教育研究者）
- 後藤高志（西武ホールディングス 代表取締役社長、西武ライオンズ 取締役オーナー、西武鉄道 取締役会長）
- 山本マーク豪（ヴァージン・シネマズ・ジャパン（現・TOHOシネマズ） 創業、コンティニューム 代表取締役）
- 川上量生（ドワンゴ 創業、KADOKAWA 取締役）

#### 元アドバイザリーボード
- 中川雅寛（乃村工藝社 常務取締役）
- 増田宗昭（カルチュア・コンビニエンス・クラブ 代表取締役社長CEO）
- 南條史生（森美術館 特別顧問）

### 角川武蔵野ミュージアム関連
- 角川歴彦
  - エグゼクティブ・プロデューサー。
- 松岡正剛
  - 初代館長。図書館担当。
- 池上彰
  - 館長。
- 荒俣宏
  - 博物館担当。
- 神野真吾（芸術学・美術教育研究者）
  - 美術館担当。
- 隈研吾
  - 建築・設計担当。
- 高橋龍太郎（精神科医）

## アクセス
- JR武蔵野線東所沢駅より徒歩約10分[41]。
  - 東所沢駅・航空公園駅から航02系統に乗車して、サクラタウン東バス停で下車。土休日限定の路線で、1時間に1本の運行となっている。
  - 成田空港、羽田空港から直行バス、所沢駅、志木駅から西武バスが運行されている。
- 「ところざわサクラタウン」バス停より徒歩1分。
  - バス停は所沢市観光情報・物産館に併設されている。
  - 羽田空港 - 東所沢駅・所沢駅間の空港連絡バスの一部便が停車している[42]。
- 関越自動車道所沢ICを下りて車で約8分[41]。
  - サクラタウンの敷地内外に3つの専用駐車場があり、駐車台数は合計330台である。サクラタウン内の駐車場が第1駐車場、サクラタウン（西）交差点の近くに位置する駐車場が第2駐車場、所沢市観光情報・物産館の北側に位置する駐車場が第3駐車場である。